# Хашеми-Шахруди, Махмуд
Аятолла Сейед Махмуд Хашеми-Шахруди (перс. محمود هاشمی شاهرود‎; 15 августа 1948, Эн-Наджаф — 24 декабря 2018) — иранский религиозный и государственный деятель, глава судебной системы Ирана 1999 - 2009. Сменил на этом посту Мохаммада Йезди. До этого несколько лет возглавлял Высший исламский совет Ирака, что стало причиной серьёзной оппозиции его назначению. В 2002 по инициативе Хашеми-Шахруди было запрещено применять побиение камнями в качестве смертной казни.